# بوسکو مارنگو
بوسکو مارنگو (به ایتالیایی: Bosco Marengo) یک کومونه در ایتالیا است که در استان آلساندریا واقع شده‌است.

## خصوصیات
بوسکو مارنگو ۴۴٫۸ کیلومترمربع مساحت و ۲٬۵۲۱ نفر جمعیت دارد و ۱۲۱ متر بالاتر از سطح دریا واقع شده‌است.